# Amélie Delabre
Amélie Delabre (* 26. November 2000 in Le Puy-en-Velay) ist eine französische Fußballspielerin. Sie steht als Leihspielerin des 1. FC Köln beim RSC Anderlecht unter Vertrag. 

## Karriere

### Vereine
Delabre begann im Alter von fünf Jahren für den in Paulhaguet im Département Haute-Loire ansässigen FC Paulhaguetois mit dem Fußballspielen. Nach Brioude gelangt, gehörte sie dem US Brioude von 2011 bis 2015 an, bevor sie in die Jugendabteilung des AS Saint-Étienne wechselte. Zur Saison 2017/18 rückte sie in die erste Mannschaft auf und kam in der Division 2 Féminine, der zweithöchsten Spielklasse im französischen Frauenfußball in fünf Punktspielen zum Einsatz, in denen ihr vier Tore gelangen. Ihr Debüt im Seniorinnenbereich gab sie am 4. Februar 2018 (13. Spieltag) beim 4:2-Sieg im Heimspiel gegen den FC Toulouse mit Einwechslung für Marine Cochelin in der 62. Minute. Ihr erstes Tor erzielte sie am 29. April 2018 (20. Spieltag) beim 6:1-Sieg im Heimspiel gegen den FF Nîmes Métropole Gard mit dem Treffer zum 4:0 in der 75. Minute.
Anschließend gehörte sie dem FC Metz von 2018 bis 2023 an, die ersten beiden Saisonen in der Division 1 Féminine. In dieser Spielklasse bestritt sie ihr erstes von 19 Punktspielen am 8. September 2020 (2. Spieltag) bei der 0:2-Niederlage im Heimspiel gegen den FC Fleury mit Einwechslung für Valerie Sanderson in der 46. Minute. Ihr erstes von fünf Toren erzielte sie am 13. Oktober 2018 (6. Spieltag) bei der 1:3-Niederlage im Heimspiel gegen Paris Saint-Germain mit dem 1:0-Führungstreffer in der sechsten Minute. Am Ende ihrer zweiten Spielzeit, in der ihr ein Tor in 16 Punktspielen gelang, stieg sie mit ihrer Mannschaft in die Division 2 Féminine ab und kam in dieser Spielklasse bis zum Saisonende 2022/23 in 46 weiteren Punktspielen zum Einsatz, in denen sie zwölf Tore erzielte.
Das erste Mal im Ausland, spielte sie für den belgischen Erstligisten, der Frauenfußballmannschaft des RSC Anderlecht, in der Saison 2023/24 um die Meisterschaft, die auch am Ende der Saison gewonnen wurde; dazu hatte sie mit 14 Toren in 16 Punktspielen der regulären Saison und mit vier Toren in zehn Spielen in der sich anschließenden Meisterrunde beigetragen.
Am 14. Januar 2025 wurde ihre Verpflichtung auf der Website des 1. FC Köln öffentlich, der sie mit einem bis zum 30. Juni 2027 datierten Vertrag ausstattete. Ihr Pflichtspieldebüt erfolgte in der Bundesligabegegnung mit dem VfL Wolfsburg am 7. Februar 2025 (14. Spieltag) beim torlosen Unentschieden. Im Sommer 2025 wurde sie für ein Jahr an den RSC Anderlecht verliehen.

### Nationalmannschaft
Ihr Debüt als Nationalspielerin für den FFF gab sie in der U16-Nationalmannschaft, die am 11. Februar 2016 in Vila Real de Santo António das in Freundschaft ausgetragene Länderspiel gegen die U16-Nationalmannschaft Schottlands mit 7:0 gewann; sie wurde zur zweiten Spielzeit für Melvine Malard eingewechselt. Ihr einziges Tor in dieser Altersklasse erzielte sie im fünften ihrer sechs Länderspiele am 3. Juli 2016 in Råde beim 2:1-Sieg im Freundschaftsspiel gegen die U16-Nationalmannschaft Dänemarks mit dem Treffer zum 1:1-Ausgleich in der 50. Minute.
Für die U17-Nationalmannschaft bestritt sie drei Spiele der Gruppe 5 in der Eliterunde in der Qualifikation für die im Mai in Tschechien vorgesehene Europameisterschaft 2017; im zweiten Spiel am 26. März 2017 erzielte sie beim 3:0-Sieg über die U17-Nationalmannschaft Belgiens das Tor zum Endstand in der 78. Minute.
In den folgenden zwei Jahren kam sie auch für die Nachwuchsnationalmannschaften der Altersklassen U17, U19 und U20 in insgesamt 27 Länderspielen zum Einsatz, in denen sie 19 Tore erzielte. Für die U19-Nationalmannschaft bestritt sie insgesamt acht EM-Qualifikationsspiele, in denen sie elf Tore erzielte, und sieben in Freundschaft ausgetragene  Länderspiele, in denen ihr zwei Tore gelangen. Von ihren neun Länderspielen für die U20-Nationalmannschaft bestritt sie fünf bei der Teilnahme ihrer Mannschaft an der im eigenen Land ausgetragenen und altersbezogenen Weltmeisterschaft 2018 und erzielte vier Tore. Jeweils zwei Länderspiele bestritt sie in Freundschaft und im Turnier von Toulon (Sud Ladies Cup). In diesem kam sie am 7. Juni 2018 beim 2:0-Sieg über die U20-Nationalmannschaft Deutschlands und drei Tage später beim 3:1-Sieg über die US-amerikanische U20-Nationalmannschaft zum Einsatz. Trotz des Sieges über die US-Amerikanerinnen belegte sie mit ihrer Mannschaft hinter diesen den zweiten Platz.
Nach einer vier Jahre währenden Zeit ohne Länderspieleinsätze, wurde sie am 17. und 20. Februar 2022 für zwei Länderspiele der U23-Nationalmannschaft berufen. Das zweimalige Kräftemessen in Lisieux mit der U23-Nationalmannschaft Englands endete mit dem 3:2-Sieg und dem 1:1-Unentschieden.

## Erfolge
Nationalmannschaft
- Vierter U20-Weltmeisterschaft 2018
- Zweiter Turnier von Toulon 2018

RSC Anderlecht
- Belgischer Meister 2024